# 日喀则定日机场
日喀则定日机场（藏語：གཞིས་ཀ་རྩེ་དིང་རི་གནམ་གྲུ་ཐང་，威利转写：gzhis ka rtse ding ri gnam gru thang， Rikaze Dingri Airport），位于中国西藏自治区日喀则市定日县扎果乡，东距定日县县城约33千米，距国境线最近点（珠峰大本营）52千米，为4C级军民合用支线机场，属高高原机场（4316.5米）。

## 国内航线
2025夏秋航季
| 航空公司           | 目的地          |
| ------------------ | --------------- |
| 中国国际航空（CA） | 成都/雙流、拉萨 |